# U-199
| U-199                                  | U-199                                                                      | U-199                                                                      |
| -------------------------------------- | -------------------------------------------------------------------------- | -------------------------------------------------------------------------- |
|                                        |                                                                            |                                                                            |
|                                        |                                                                            |                                                                            |
| U-199 під атакою бразильської Каталіни |                                                                            |                                                                            |
| Під прапором                           | Третій рейх                                                                | Третій рейх                                                                |
| Спуск на воду                          | 11 липня 1942 року                                                         | 11 липня 1942 року                                                         |
| Виведений зі складу флоту              | 31 липня 1943 року                                                         | 31 липня 1943 року                                                         |
| Сучасний статус                        | затоплений                                                                 | затоплений                                                                 |
| Проєкт                                 |                                                                            |                                                                            |
| Тип ПЧ                                 | Торпедний ДПЧ                                                              | Торпедний ДПЧ                                                              |
| Основні характеристики                 |                                                                            |                                                                            |
| Швидкість (надводна)                   | 19,2 вузла                                                                 | 19,2 вузла                                                                 |
| Швидкість (підводна)                   | 6,9 вузла                                                                  | 6,9 вузла                                                                  |
| Гранична глибина занурення             | 230 м                                                                      | 230 м                                                                      |
| Екіпаж                                 | 57 осіб                                                                    | 57 осіб                                                                    |
| Розміри                                |                                                                            |                                                                            |
| Довжина найбільша (по КВЛ)             | 87,6 м                                                                     | 87,6 м                                                                     |
| Ширина корпусу найб.                   | 7,5 м                                                                      | 7,5 м                                                                      |
| Висота                                 | 10,2 м                                                                     | 10,2 м                                                                     |
| Середня осадка (по КВЛ)                | 5,4 м                                                                      | 5,4 м                                                                      |
| Водотоннажність надводна               | 1616 т                                                                     | 1616 т                                                                     |
| Озброєння                              |                                                                            |                                                                            |
| Артилерія                              | 1 × 88-мм палубна гармата SK C/32                                          | 1 × 88-мм палубна гармата SK C/32                                          |
| Торпедно- мінне озброєння              | 4 носових і два кормових ТА. 22 торпеди або 44 міни TMA чи 66 TMB          | 4 носових і два кормових ТА. 22 торпеди або 44 міни TMA чи 66 TMB          |
| ППО                                    | 1 × 37-мм зенітна гармата SKC/30 2 (1 × 2) × 20-мм зенітні гармати FlaK 30 | 1 × 37-мм зенітна гармата SKC/30 2 (1 × 2) × 20-мм зенітні гармати FlaK 30 |

U-199 — німецький підводний човен типу IXD2, часів Другої світової війни.
Замовлення на будівництво човна було віддане 4 листопада 1940 року. Човен був закладений на верфі суднобудівної компанії «AG Weser» у Бремені 10 жовтня 1941 року під заводським номером 1045, спущений на воду 11 липня 1942 року, 28 листопада 1942 року увійшов до складу 4-ї флотилії. Також за час служби перебував у складі 12-ї флотилії. Єдиним командиром човна був капітан-лейтенант Ганс-Вернер Краус.
Човен зробив 1 бойовий похід, у якому потопив 2 судна.
Потоплений 31 липня 1943 року в Південній Атлантиці Східніше Ріо-де-Жанейро (23°54′ пд. ш. 42°54′ зх. д. / 23.900° пд. ш. 42.900° зх. д.) глибинними бомбами американського «Марінера» та бразильських літаків «Каталіна» та «Хадсон». 49 членів екіпажу загинули, 12 врятовані.

## Потоплені та пошкоджені кораблі[3]
| Назва      | Тип             | Належність      | Дата          | Тоннаж (БРТ) | Вантаж                   | Статус    | Місце                                                       |
| Changri-La | риболовне судно | Бразилія        | 4 липня 1943  | 20           |                          | потоплено | 23°00′ пд. ш. 42°00′ зх. д. / 23.000° пд. ш. 42.000° зх. д. |
| Henzada    | вантажне судно  | Велика Британія | 24 липня 1943 | 4 161        | 2 095 т хімічних речовин | потоплено | 25°30′ пд. ш. 44°00′ зх. д. / 25.500° пд. ш. 44.000° зх. д. |